# Schloss Spetzgart

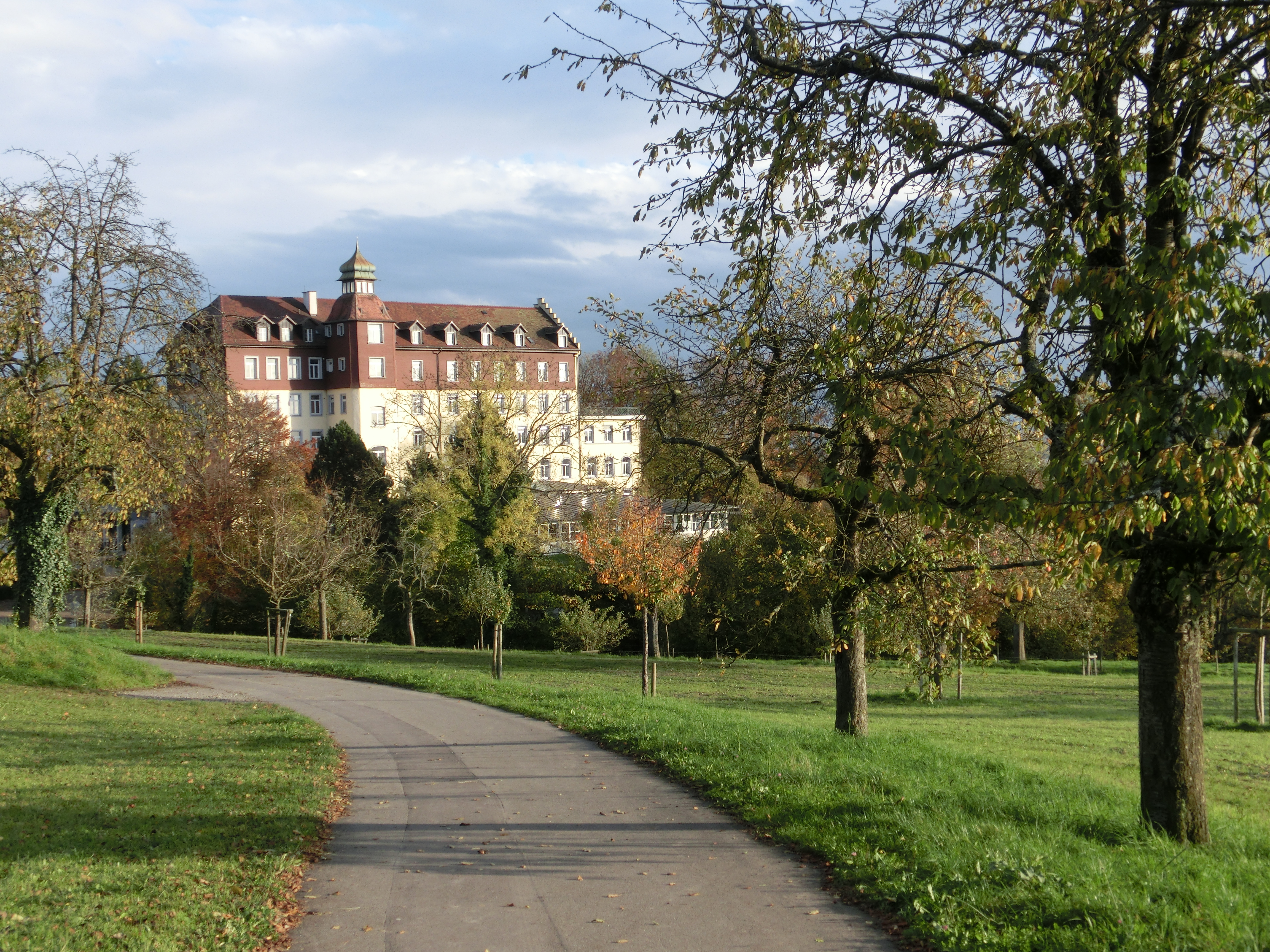
Der Westflügel von Schloss Spetzgart, gebaut Anfang des 20. Jahrhunderts

Schloss Spetzgart ist ein auf die Stauferzeit zurückgehender Gebäudekomplex im Überlinger Teilort Hödingen. Heute lernen dort Schüler der Oberstufe der Schule Schloss Salem, die seit dem 3. Mai 1929 die Anlage nutzt. Mit den umliegenden Gebäuden bildet das Schloss den Wohnplatz Spetzgart.

## Lage

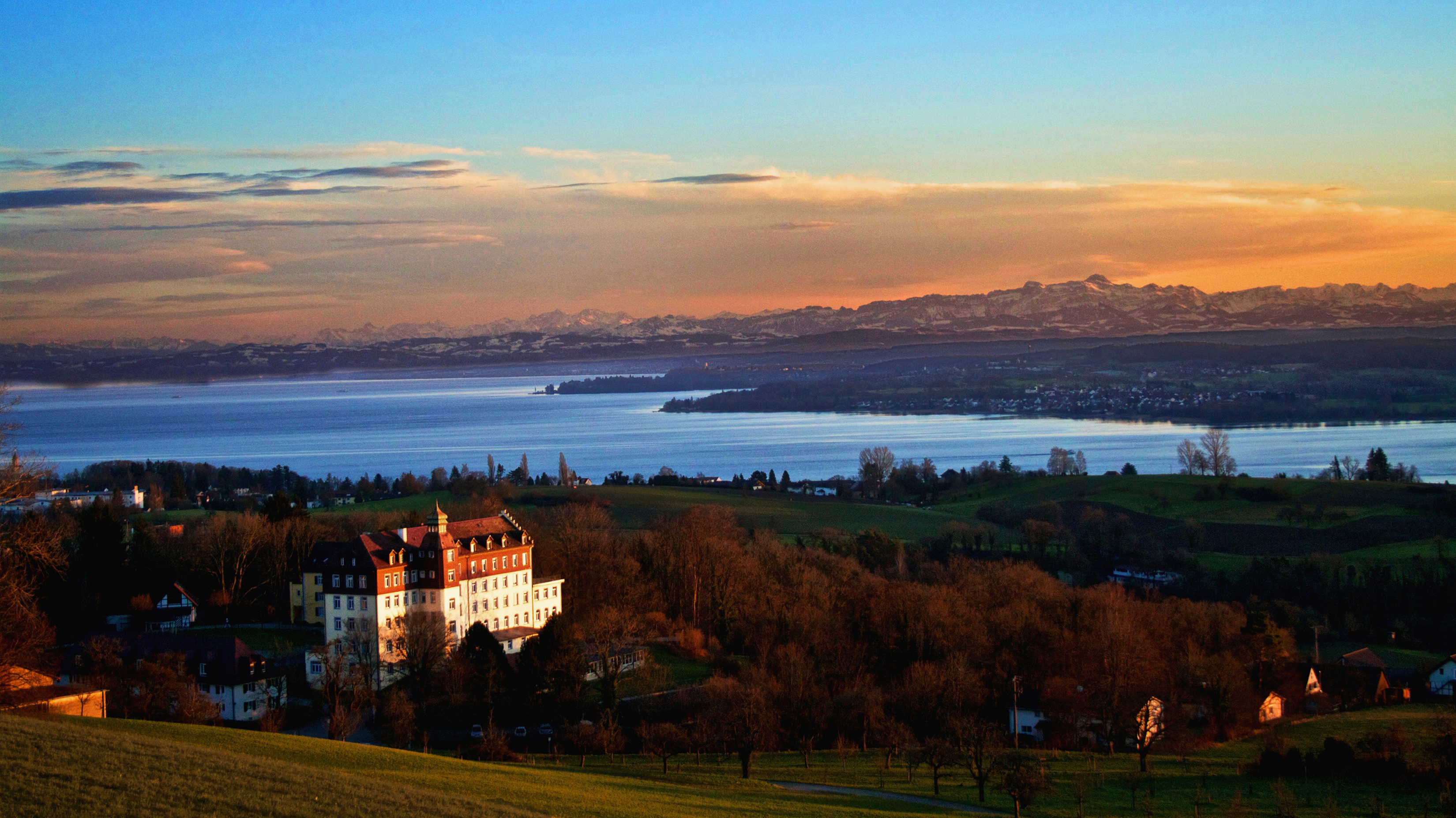
Schloss Spetzgart oberhalb des Überlinger Sees

Spetzgart liegt etwa einen Kilometer südöstlich von Hödingen und einen Kilometer nördlich von Goldbach auf einer Hochuferterrasse über dem Nordufer des Überlinger Sees, westlich oberhalb des unter Naturschutz stehenden, ins Gelände eingeschnittenen Spetzgarter Tobels. Südwestlich unterhalb schließt sich der Wohnplatz Zwingenburg an.

## Geschichte

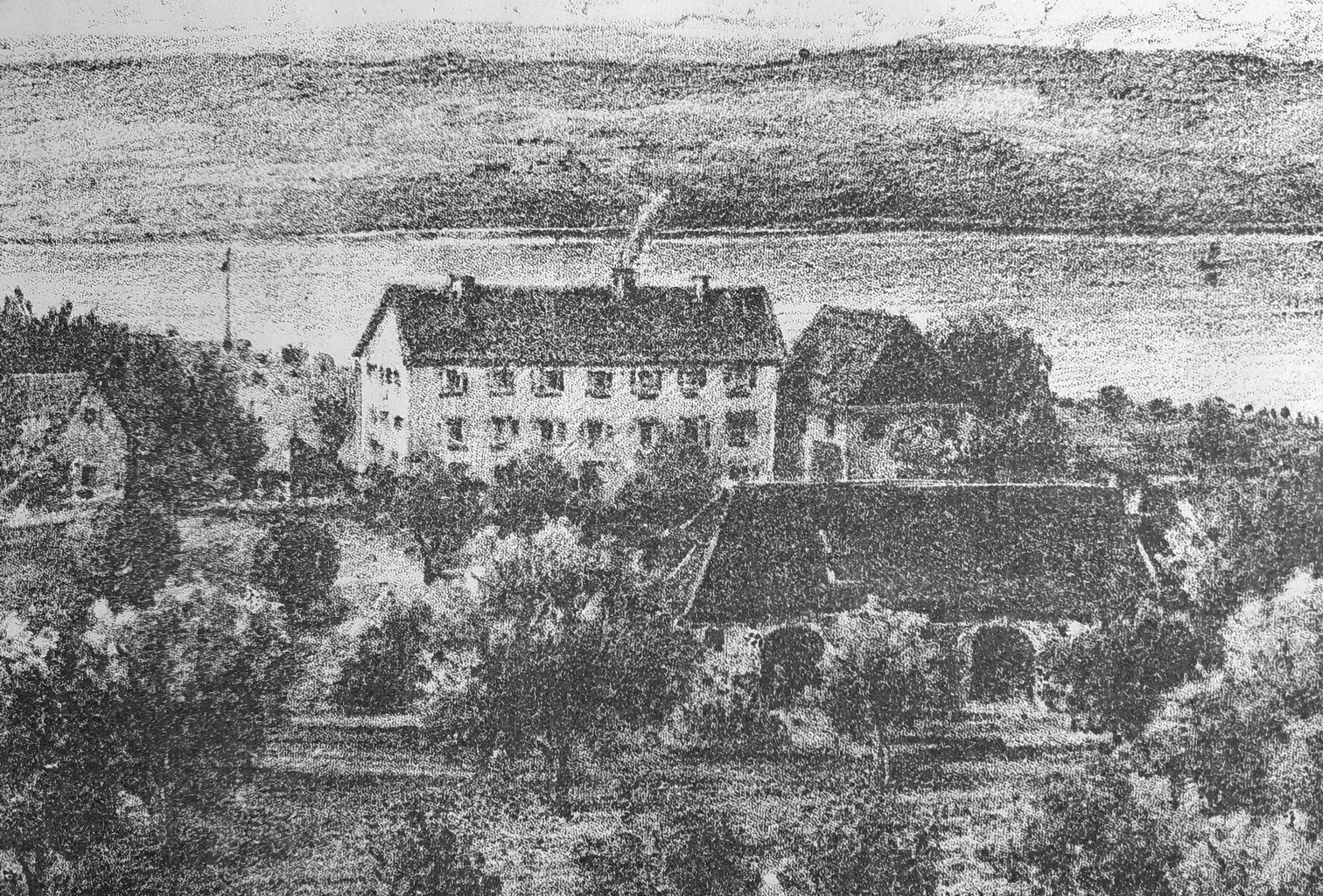
Schloss Spetzgart vor dem Bau des Westflügels, Zeichnung von Eduard Schuster

Um 1200 errichteten die Herren von Spetzgart, ein Ministerialengeschlecht der Grafen von Heiligenberg, auf einer Spornkuppe der Hochterrasse eine Höhenburg. 1223 wurde ein Burchardus de Spehshart als Besitzer genannt. Um 1450 ging der Besitz an Jos und Hans von Göggingen über und wurde dann 1481 zum Preis von 1400 Gulden erworben. 1498 ging die Burg an das Prämonstratenserkloster Obermarchtal und wurde kurz danach zum Wirtschafts- und Sommersitz des Klosters umgebaut. 1549 wurde östlich des Schlosses eine Kapelle gebaut. Während des Dreißigjährigen Kriegs wurde das Schloss zunächst 1634 durch schwedische und dann nochmals 1643 durch französische Truppen gebrandschatzt. Um 1650 ließ Abt Konrad Kneer von Obermarchtal das Schloss wiederaufbauen. Von 1747 bis 1749 erfolgten Umbauten im Barockstil. Aus dieser Zeit stammen die Stuckdecken des äußerlich schmucklosen Baus. 1842 wurde die Schlosskirche abgerissen. Konrad Vogt erwarb das Grundstück 1896 und richtete ein Sanatorium ein. Zu Beginn des 20. Jahrhunderts entstand rechtwinklig zum alten Herrenhaus der weithin sichtbare viergeschossige Westflügel mit Turm und Staffelgiebel. 1928 bekam die Schule Schloss Salem das Gebäude, seitdem folgten weitere Um- und Neubauten.

## Aktuelle Nutzung

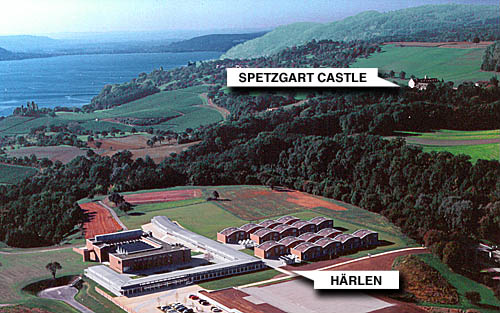
Campus Härlen und Schloss Spetzgart

Am 3. Mai 1929 wurde der Standort Schloss Spetzgart der Schule Schloss Salem eröffnet. Die Jahrgangsstufen 11 und 12 leben und lernen auf Schloss Spetzgart und auf dem Campus Härlen, die zusammen das Salem International College bilden.

## Siehe auch

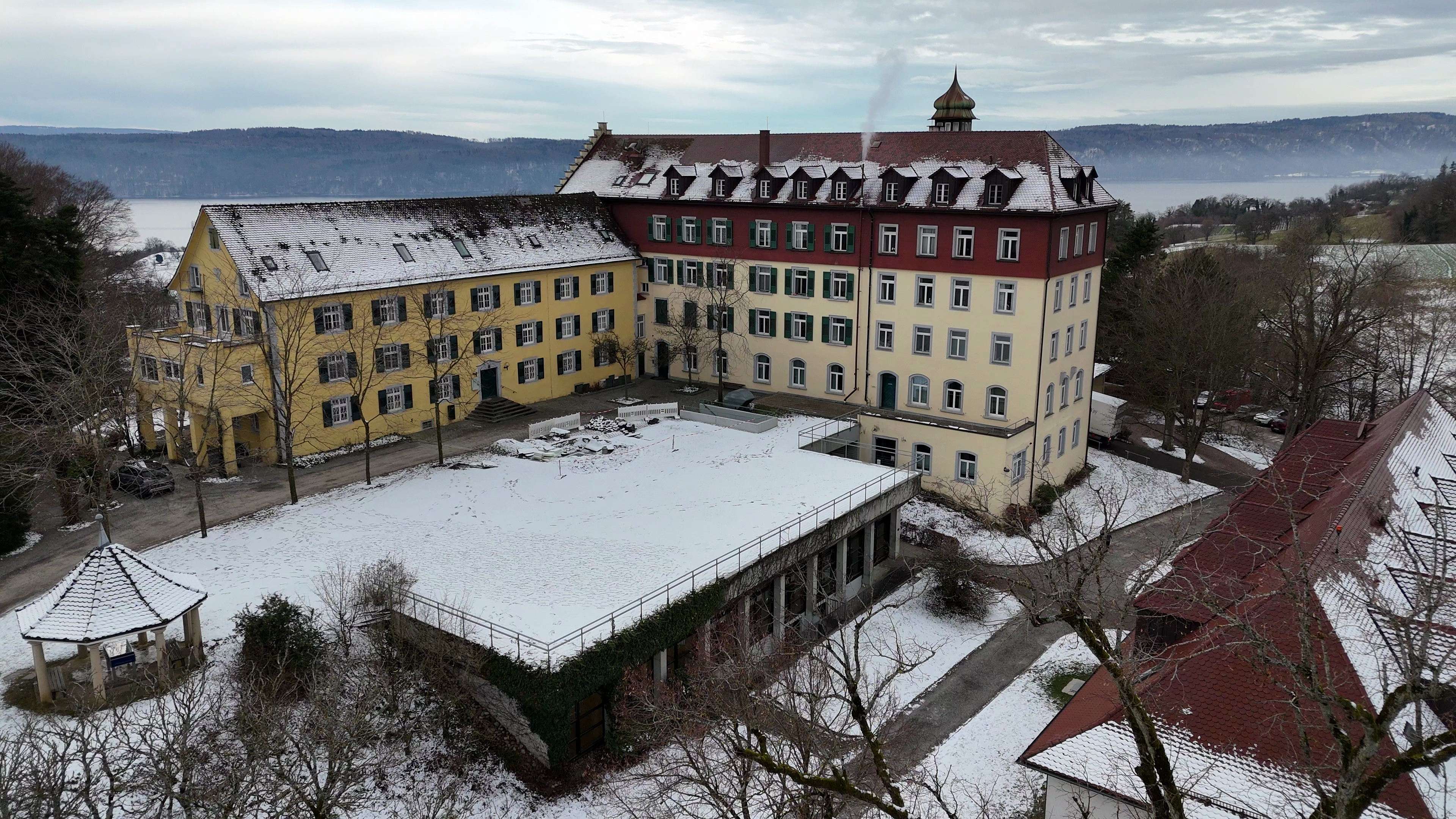
Schloss Spetzgart